# Virginia Slims of Pennsylvania
Virginia Slims of Pennsylvania je zaniklý ženský tenisový turnaj WTA Tour, který se hrál v hale na koberci v letech 1983–1986. Konal se v pensylvánském Hersey s účastí třiceti dvou tenistek ve dvouhře a šestnácti párů ve čtyřhře.

## Vítězky

### Dvouhra
| Rok  | Vítězka               | Finalistka         | Výsledek      |
| ---- | --------------------- | ------------------ | ------------- |
| 1983 | Carling Bassettová    | Sandy Collinsová   | 2–6, 6–0, 6–4 |
| 1984 | Catarina Lindqvistová | Beth Herrová       | 6–4, 6–0      |
| 1985 | Robin Whiteová        | Anne Minterová     | 6–7, 6–2, 6–2 |
| 1986 | Janine Thompsonová    | Catherine Suireová | 6–1, 6–4      |

### Čtyřhra
| Rok  | Vítězky                               | Finalistky                            | Výsledek |
| ---- | ------------------------------------- | ------------------------------------- | -------- |
| 1983 | Lea Antonoplisová / Barbara Jordanová | Sherry Ackerová / Ann Henrickssonová  | 6–3, 6–4 |
| 1984 | Kateřina Skronská / Marcela Skuherská | Ann Henrickssonová / Nancy Yearginová | 6–1, 6–3 |
| 1985 | Mary Lou Piateková / Robin Whiteová   | Lea Antonoplisová / Wendy Whiteová    | 6–4, 7–6 |
| 1986 | Candy Reynoldsová / Anne Smithová     | Sandy Collinsová / Kim Sandsová       | 7–6, 6–1 |